# Дугорепи љускавац
Дугорепи љускавац (лат. Phataginus tetradactyla) је сисар из реда љускаваца и породице Manidae.  

## Распрострањење
Врста има станиште у Габону, Гани, ДР Конгу, Екваторијалној Гвинеји, Камеруну, Либерији, Нигерији, Конгу, Обали Слоноваче и Сијера Леонеу.

## Станиште
Дугорепи љускавац има станиште на копну.

## Начин живота
Женка обично окоти по једно младунче. Исхрана дугорепог љускавца укључује мраве. 

## Угроженост
Ова врста није угрожена, и наведена је као последња брига јер има широко распрострањење.

### Популациони тренд
Популација ове врсте се смањује, судећи по расположивим подацима.